# Gässtjärnen (Los socken, Hälsingland)
Gässtjärnen är en sjö i Ljusdals kommun i Hälsingland och ingår i Ljusnans huvudavrinningsområde.